# Audrey Mbugua
Audrey Mbugua (Ndumberi, 1984) es una activista keniata que ha ganado varios casos judiciales defendiendo los derechos de las personas transgénero.

## Biografía
Audrey Mbugua Ithibu nació en 1984 en Ndumberi, una localidad a 3 km. de Kiambu en Kenia.
Asistió al colegio en Kiambu de 1998 a 2001, luego estudió ingeniería biomédica en la Universidad Maseno de 2003 a 2007.
En 2004, en la universidad, comenzó a expresarse en forma femenina, lo que provocó que su familia y amigos se distanciaran y se burlaran de ella. Al graduarse, sufrió depresión y, tras un intento autolítico, consultó a un psiquiatra, quien le diagnosticó un caso de trastorno de identidad de género y la envió al Hospital nacional Kenyatta para iniciar su transición de género.
En marzo de 2009 tras una serie de evaluaciones médicas, debía someterse a una cirugía de reasignación de sexo, pero el director del hospital afirmó haber recibido una llamada del ministro de Salud de Kenia, Peter Anyang' Nyong'o, el día de la cirugía, pidiéndole que la cancelara debido a un caso de 1989 que había causado muchos problemas al estado. Tras varias consultas infructuosas con el director de servicios médicos, decidió escribir una carta al ministro de Salud en 2011, quien transfirió el caso al Hospital Kenyatta. Tras numerosos intercambios, el 4 de septiembre de 2012 el hospital le informó que la operación no podía realizarse porque ella es transgénero y no hermafrodita.

### Activismo y carrera
En 2008 se identificó como mujer trans e inició un largo proceso legal para cambiar su nombre. Solicitó una nueva cédula de identidad en 2013.
En julio de 2014 el Tribunal Superior de Kenia ordenó al gobierno keniano que registre su grupo de presión transgénero, Transgender Education and Advocacy, fundado en diciembre de 2008, alegando que la negativa del gobierno a registrarse no tiene base legal.
En octubre de 2014 el Tribunal Superior de Kenia ordenó al Consejo Nacional de Educación de Kenia que elimine la mención del género masculino y cambie el nombre de pila en sus certificados escolares.  De hecho, desde su transición, el hecho de que sus certificados escolares no reflejen su identidad de género le impedía obtener empleo. En julio de 2019, el Tribunal de Apelación confirmó la decisión adoptada por el Tribunal Superior.
En 2014 fue nominada al premio Human Rights Tulip, galardonado por el Ministerio de Asuntos Exteriores de los Países Bajos por su labor innovadora y valiente.
En 2018 el Tribunal Superior ordenó al gobierno keniano pagar 30 millones de chelines kenianos a cinco mujeres transgénero (incluida Audrey Mbugua) por negarse a cambiar sus nombres y cubrir los gastos legales. También se ordenó que se llevaran a cabo los cambios de nombre deseados.
Mbugua es la primera mujer transgénero en Kenia en cambiar legalmente su nombre en documentos oficiales. Su grupo Transgender Education and Advocacy es la primera organización transgénero sin fines de lucro en Kenia.